# Gyantse (stad)
Gyantse, Gyanzê of Gyangdzê is de hoofdstad van het arrondissement Gyantse en ligt in de prefectuur Shigatse in het zuiden van Tibet. De stad ligt op 3.977 meter hoogte, aan de Weg van de Vriendschap, die Lhasa met Kathmandu verbindt. Gyantse is de op 3 na grootste stad van Tibet.
Gyantse is bekend vanwege zijn grote stoepa, een geheel van boeddhistische kapelletjes dat deel uitmaakt van het Palcho-klooster. Het is de grootste stoepa van Tibet.
In 1904 werd op halve hoogte van de vestingsberg een platform voor kanonnen gebouwd, om het binnendringen van de Britten tegen te houden, zoals dat het jaar ervoor tijdens de Britse Veldtocht in Tibet gebeurd was.

## Pelkhor Chode

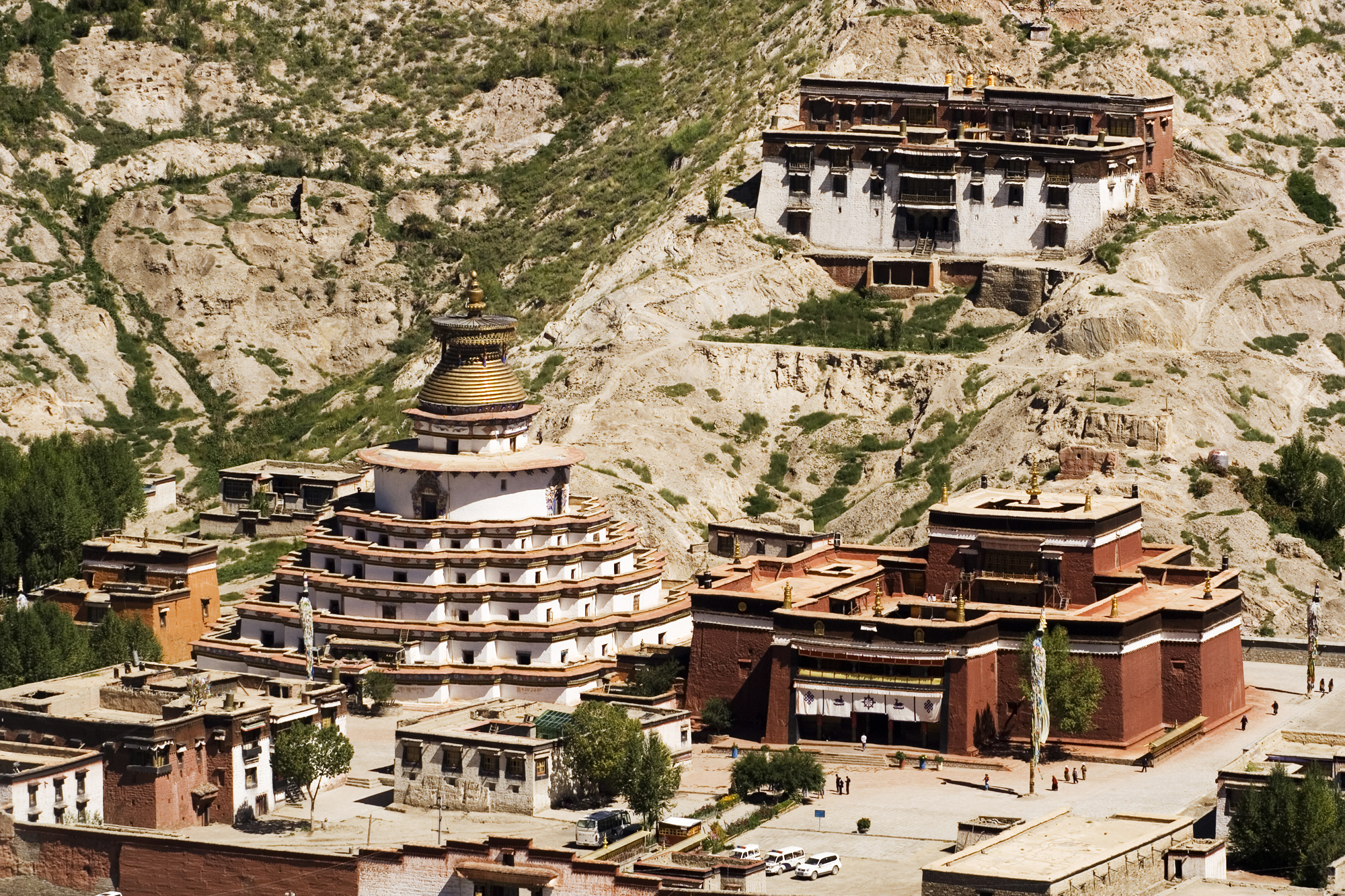
Grote chörten in Gyantse

In het centrum van de Gyantse lag oorspronkelijk een bergvesting, waarvan de bouw tot de 9e eeuw teruggaat. In de 14e eeuw werd deze vesting omgebouwd tot een klooster, het Tibetaanse klooster Palcho, en verder uitgebreid. Het klooster staat bekend vanwege zijn kumbum en grote chörten, tot de bouw waarvan in 1440 opdracht was gegeven. Dit bouwwerk had vier verdiepingen met 108 kapellen en meer dan 10.000 wandschilderingen. Het klooster Palcho huisvest monniken van drie verschillende scholen uit het Tibetaans boeddhisme: de sakya, bodong en gelug.

## Galerij

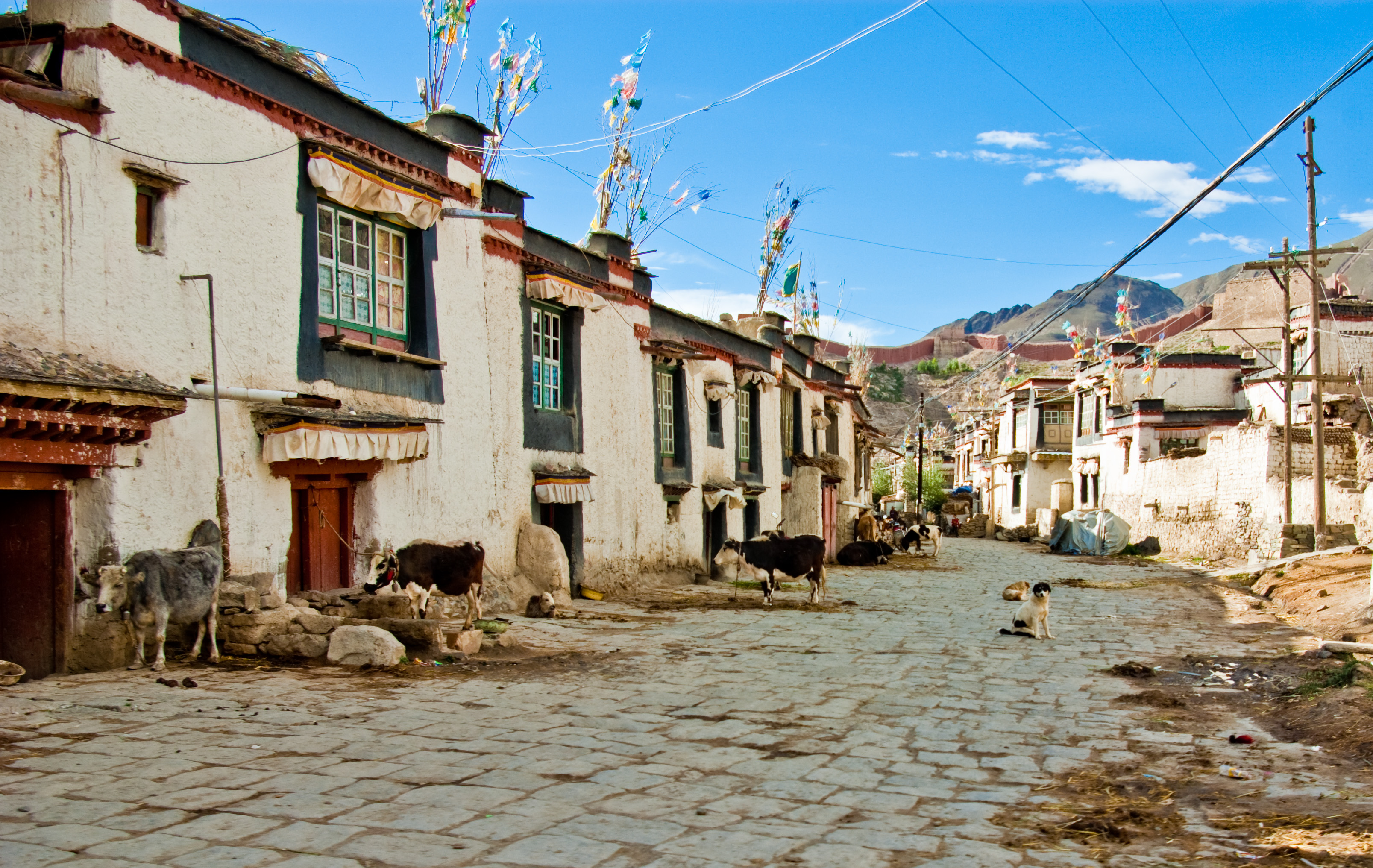
Straat in Gyantse
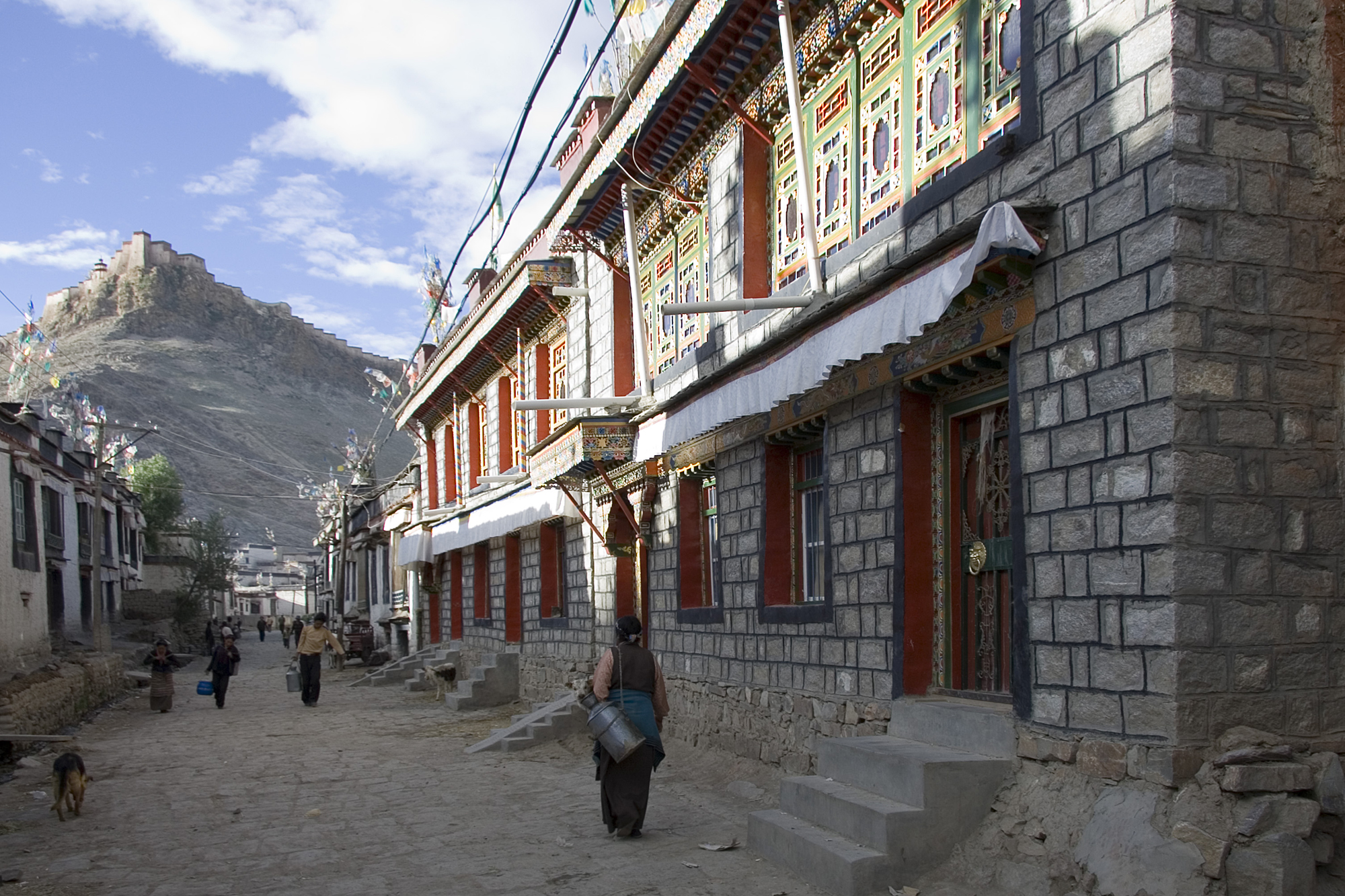
Straat in Gyantse
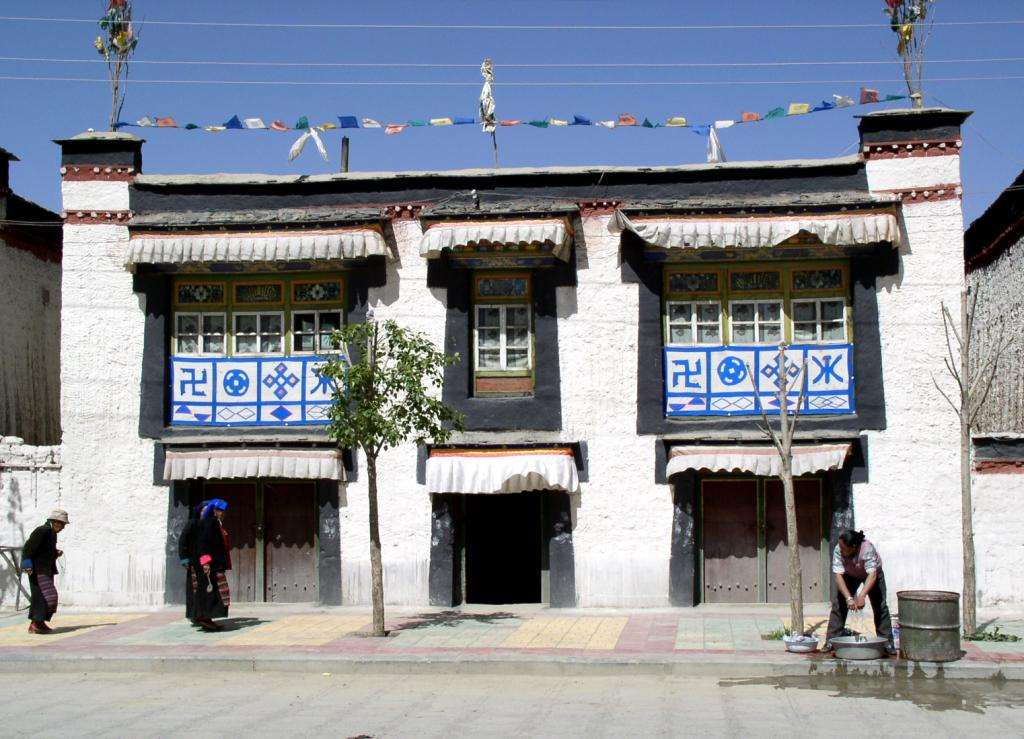
Huis in Gyantse
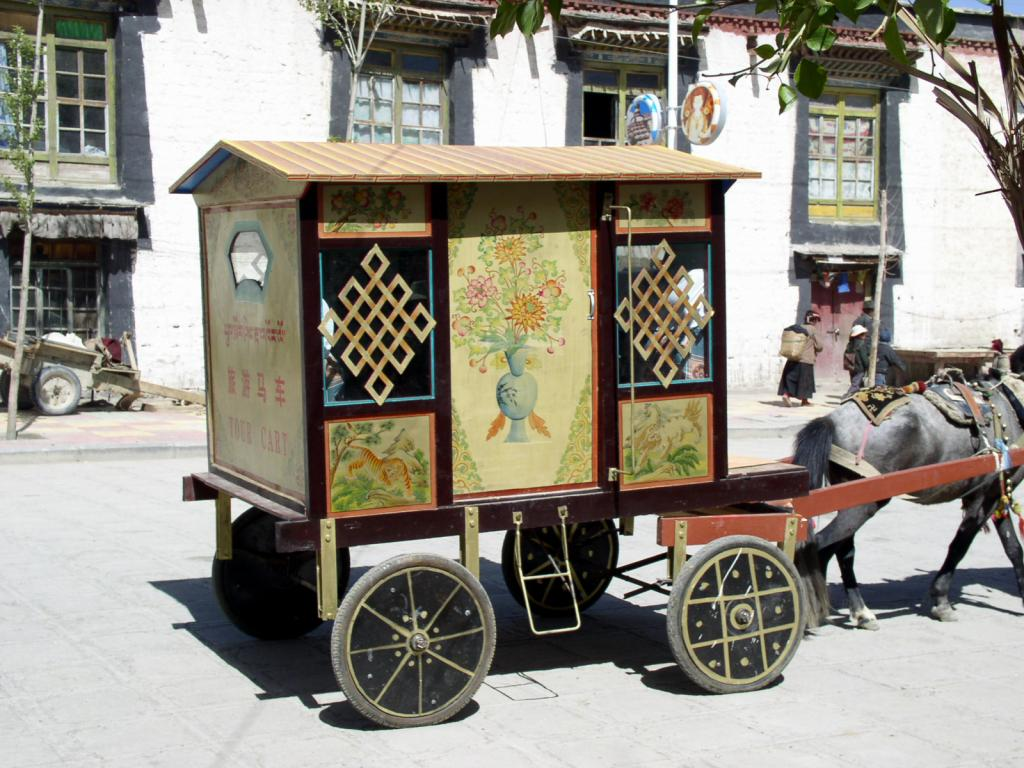
Toeristencart met paard
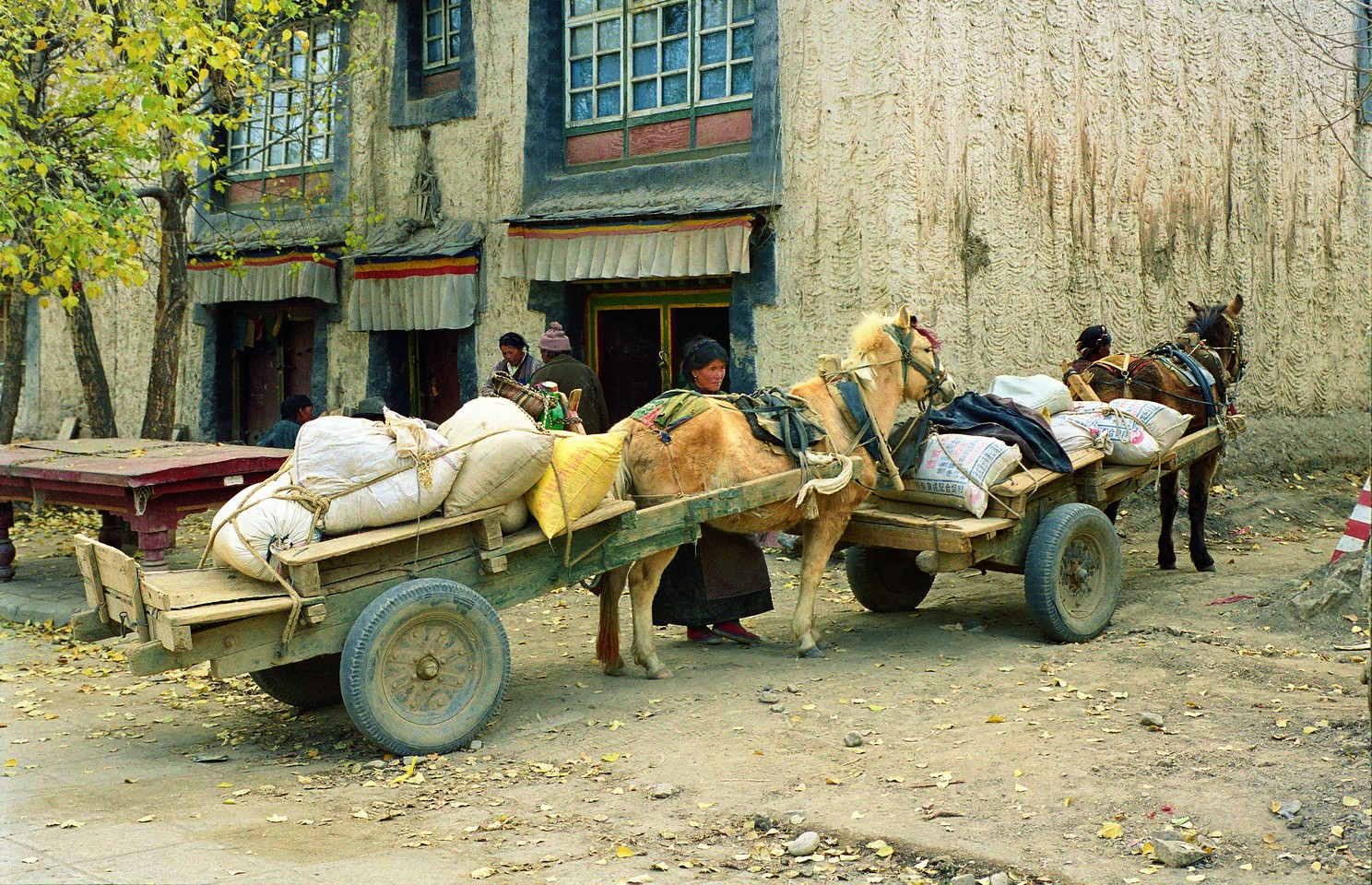
Boeren met karrenvracht